# ماریلا آنتونیسکا
ماریلا آنتونیسکا (اسپانیایی: Mariela Antoniska‎؛ زادهٔ ۲۰ مهٔ ۱۹۷۵) بازیکن هاکی روی چمن اهل آرژانتین است.